# Alginat de calci
L’alginat càlcic és una substància insoluble en aigua, gelatinosa, de color crema que es pot crear, per doble substitució, mitjançant l’addició de clorur càlcic aquós a l’ alginat sòdic aquós. L’alginat de calci també s'utilitza per atrapar enzims i formar llavors artificials en el cultiu de teixits vegetals.
L '"alginat" sol ser les sals de l'àcid alginic, però també pot referir-se a derivats de l'àcid alginic i del propi àcid alginic; en algunes publicacions s'utilitza el terme "algin" en lloc d'alginat. L’alginat és present a les parets cel·lulars de les algues brunes, com les sals de calci, magnesi i sodi de l’àcid alginic.

## Preparació

### Extracció de l'alginat
Per extreure l'alginat, les algues es trenquen en trossos i es remouen amb una solució calenta d'un àlcali, generalment carbonat de sodi. Durant un període d’unes dues hores, l’alginat es dissol com a alginat de sodi per donar una suspensió molt espessa. Aquest purí també conté la part de les algues que no es dissol, principalment cel·lulosa. Aquest residu insoluble s'ha d’eliminar de la solució. La solució és massa espessa (viscosa) per filtrar-se i s'ha de diluir amb una quantitat d’aigua molt gran. Després de la dilució, la solució es força a través d’un drap filtrant en una premsa filtradora. De fet, les peces de residu no dissolt són molt fines i poden obstruir ràpidament la tela filtrant. Per tant, abans d’iniciar la filtració, s'ha d’afegir un filtre auxiliar, com la terra de diatomees; això allunya la majoria de les partícules fines de la superfície del drap filtrant i facilita la filtració.
L'ajuda per filtrar és costosa i pot contribuir significativament als costos. Per reduir la quantitat d’ajuda de filtre necessària, alguns processadors obliguen l’aire a l'extracte a mesura que es dilueix amb aigua (l'extracte i l’aigua diluïda es barregen en un mesclador en línia al qual es força l’aire). Les fines bombolles d’aire s'uneixen a les partícules de residus. L'extracte diluït es deixa reposar diverses hores mentre l'aire puja cap a la part superior, emportant-se les partícules residuals. Aquesta barreja espumosa d’aire i residus s'elimina de la part superior i es retira la solució de la part inferior i es bomba al filtre.

### Preparació d'alginat càlcic a partir d'alginat sòdic
L’alginat de calci es pot produir a partir d’una solució d’alginat de sodi mitjançant l’addició d’una sal de calci com el clorur de calci. Això forma sal d’alginat de calci insoluble que precipita fora de la solució. L'alginat càlcic es pot tornar a dissoldre en diverses solucions de carbonat de sodi per produir productes d'alginat que contenen relacions específiques de sodi a calci. Això influeix en les propietats físiques i químiques de l’alginat.

## Usos
Els usos de l'alginat de calci són:
- en cultiu de teixits vegetals per produir llavors artificials insolubles
- per immobilitzar els enzims per atrapament
- per produir una substància comestible
- incorporat als apòsits de ferides (apòsits d’alginat) com a hemostàtic
- com a hidrogel d' alginat, es pot utilitzar per a un sistema de distribució de fàrmacs d' alliberament controlat